# 博士（美術）
博士（美術）（はくし びじゅつ、英: Doctor of Fine Arts）は博士の学位である。
日本では、芸術系大学、芸術系短期大学の美術学部卒業者のうち、所定の単位を取得したものに授与される学位。